# Heterotis entii
Heterotis entii är en tvåhjärtbladig växtart som först beskrevs av J.B.Hall, och fick sitt nu gällande namn av Jacq.-fél.. Heterotis entii ingår i släktet Heterotis och familjen Melastomataceae. Inga underarter finns listade i Catalogue of Life.